# Falacia del francotirador
La falacia del francotirador (también llamada falacia del francotirador de Texas) es una falacia lógica donde la información que no tiene relación alguna es interpretada, manipulada o maquillada hasta que esta parezca tener un sentido. El nombre proviene de una broma, en la que un tirador dispara aleatoriamente varios tiros a un granero y después pinta una diana centrada en cada uno de los tiros para autoproclamarse francotirador.
Tiene que ver con el sesgo cognitivo Ilusión de serie o apofenia donde las personas tienden a ver patrones donde solo hay números aleatorios. Esta falacia no se aplica cuando uno tiene una predicción o una hipótesis particular que pueda ser falsable sean estos ciertamente verdaderos o falsos, antes de observar los datos a demostrar.
Uno podría tener una teoría de cómo debería comportarse algo o el patrón que debe seguir algo y comprobar mediante pruebas empíricas o datos que de hecho es así o no (método científico). Alternativamente, se pueden tomar los datos observados para construir una hipótesis tal como hace el francotirador pero luego es necesario ensayar la hipótesis con nuevos datos.